# Neswick
Neswick var en civil parish från 1866 till 1935 då den blev en del av Bainton, i grevskapet East Riding of Yorkshire, i England. Civil parish var belägen 14 km från Beverley och hade 55 invånare år 1931. Byar nämndes i Domedagsboken (Domesday Book) år 1086, och kallades då Nesseuuic/Nessuinc.